# Academia Internacional de Ciencias de la Madera
La Academia Internacional de Ciencias de la Madera (International Academy of Wood Science - IAWS) es una academia internacional reconocida y una asamblea sin ánimo de lucro de científicos de la madera que reconoce todas las áreas de la ciencia de la madera junto con sus dominios tecnológicos asociados, y que garantiza una representación a nivel mundial.
Desde junio de 2023, la academia está representada por el Dr. Stavros Avramidis, un profesor greco-canadiense y científico de la madera que ejerce como el decimonoveno Presidente de la IAWS, y también por el Dr. Ingo Burgert, un ingeniero de la madera suizo que actualmente ocupa el cargo de vicepresidente electo para el período 2023-2026.

## Historia
La academia fue establecida por primera vez el 2 de junio de 1966 en París.
El desarrollo y establecimiento de la Academia Internacional de Ciencias de la Madera involucró a muchas personas, pero la figura clave que tuvo la idea de crear una academia de la madera fue el Profesor Franz Gustav Kollmann, del Departamento de Investigación y Tecnología de la Madera de la Universidad de Munich, Alemania. De hecho, también fue el primer Presidente electo de la academia en los años 1966-1972.

## Objetivos
La academia tiene como objetivo promover a nivel internacional el desarrollo concertado de la ciencia de la madera y su prestigio al reconocer a los meritorios científicos de la madera mediante su elección como Miembros Académicos, honrando así los distinguidos logros en la ciencia de la madera, y promoviendo un alto estándar de investigación y publicación. Además, la academia lleva a cabo reuniones plenarias anuales, que incluyen reuniones de negocios y sesiones técnicas, en forma de conferencias científicas internacionales.
Los Miembros Académicos (Fellows) de la IAWS son científicos de la madera que son elegidos por estar activamente involucrados en la investigación de la madera en el sentido más amplio, y su elección es evidencia de altos estándares científicos. Los nuevos Miembros Académicos (Fellows) son nominados y evaluados por los propios Miembros Académicos existentes. El comité ejecutivo determina el número de nominados que serán aceptados como Miembros Académicos cada año, basándose en esas evaluaciones.
Las funciones de los Miembros Académicos (Fellows) de la Academia Internacional de Ciencias de la Madera se destacan en cuanto a:
- Promover la investigación y tecnología de alto nivel en la madera.
- Presentar la investigación y la ciencia de la madera en reuniones internacionales o nacionales propias y de otras organizaciones.
- Centrar la atención en la importancia de la investigación y la ciencia de la madera ante gobiernos, parlamentos, industrias, asociaciones, medios de comunicación, etc.
- Promover la publicación de investigaciones de los miembros de la IAWS en la Revista Trimestral.

## Comité Ejecutivo
El Comité Ejecutivo de la Academia Internacional de Ciencias de la Madera (IAWS) está compuesto por los siguientes miembros:
- Presidente: Dr. Stavros Avramidis, Departamento de Ciencia de la Madera, Universidad de British Columbia, Canadá.
- Vicepresidente: Dr. Ingo Burgert, Instituto de Materiales de Construcción, ETH Zurich, Suiza.
- Secretario / Editor del Boletín: Dr. Rupert Wimmer, Tecnología de Materiales Naturales, Universidad de Recursos Naturales y Ciencias de la Vida de Viena (BOKU University), Viena, Austria.
- Tesorero: Dr. Howard Rosen, Servicio Forestal del Departamento de Productos Forestales, Arlington, Estados Unidos.
- Presidente Inmediato Pasado: Dr. Yoon Soo Kim, Productos Forestales y Tecnología, Universidad Nacional de Chonnam, Kwangju, Corea del Sur.
- Presidente de la Junta de la Academia: Dra. Katarina Čufar, Departamento de Ciencia y Tecnología de la Madera, Universidad de Liubliana, Eslovenia.

## Publicaciones
- Wood Science and Technology Wood Sci Tech Journal (Factor de impacto 2022; 3.400)[16]
- IAWA Bulletin